# ジェットプロダクション
ジェットプロダクション（英: JET PRODUCTION、略称：JET）は、大阪府大阪市に本社を置く番組制作会社。

## 事業
- 主にテレビ番組のリサーチ、ブレーン、構成、演出、プロデュース業務
- アジア地域を中心に海外メディア・テレビ局との共同コンテンツ制作、日本文化・エンターテインメント発信コンテンツの営業コーディネートやプロデュース
- その他、テレビ局の各種コンテンツ開発・展開、マルチユース推進業務支援
- 各種イベント・講演会における、講師派遣及びタレントブッキング業務
- 企業広報コンサルタントなど
- 一般社団法人未来のテレビを考える会 参事/事務局プロデューサー

## 制作番組

### 現在

#### テレビ
- 探偵!ナイトスクープ（朝日放送テレビ）※構成
- かんさい情報ネットten.（読売テレビ）
- 朝生ワイド す・またん!/ZIP!（読売テレビ）

#### ラジオ
- 週刊ニュース解説 辛坊治郎のズバリ&どうよ!（ABCラジオ）※構成兼アシスタント
- 辛坊治郎 Sunday Kiss（Kiss-FM KOBE）※情報アンカー
- 辛坊治郎ズーム そこまで言うか!（ニッポン放送）※構成兼サブディレクター - 『激論Rock&Go!』以後

#### Web動画配信
- Youtubeチャンネル 辛坊の旅

### 過去

#### テレビ
- そこまで言って委員会NP（読売テレビ）※AP - 2013年3月10日 - 2018年5月20日
- 深層NEWS（BS日テレ）※演出 - 2019年10月 - 2020年3月

#### ラジオ
- 赤maru(FM OSAKA)※水曜　2020年6月まで

## 主な取引先
- 讀賣テレビ放送株式会社
- 朝日放送テレビ株式会社
- 朝日放送ラジオ株式会社
- 関西テレビ放送株式会社
- 株式会社毎日放送
- 株式会社エフエム大阪(FMOH!)
- 兵庫エフエム放送株式会社(KissFM KOBE)
- 株式会社日テレアックスオン
- 株式会社ニッポン放送
- 株式会社ＩＰＧ
- 株式会社MANTAN
- 一般社団法人未来のテレビを考える会
- 株式会社よしもとクリエイティブ・エージェンシー
- 公益社団法人日本青年会議所

ほか、番組制作会社、大手広告代理店、芸能事務所など